# Trouble spécifique du langage
 (mai 2019).
Si vous disposez d'ouvrages ou d'articles de référence ou si vous connaissez des sites web de qualité traitant du thème abordé ici, merci de compléter l'article en donnant les références utiles à sa vérifiabilité et en les liant à la section « Notes et références ».
Les troubles spécifiques du langage (TSL), anciennement appelés dysphasies développementales, correspondent à des troubles sévères et durables de l’acquisition et du développement du langage oral (expressif et/ou réceptif).

## Description
Le développement se fait avec du retard ou de manière inhabituelle. Les troubles apparaissent précocement durant le développement et sont responsables d'un écart significatif des performances langagières par rapport à l'âge.